# Sant Esteve de Vallespirans
Sant Esteve de Vallespirans es una entidad de población española del municipio de Les Llosses, perteneciente a la provincia de Gerona, en la comunidad autónoma de Cataluña.

## Historia
A mediados del siglo XIX, el lugar de Vallespirans, ya por entonces perteneciente a Llosas, tenía contabilizada una población de 120 habitantes. Aparece descrito en el decimoquinto volumen del Diccionario geográfico-estadístico-histórico de España y sus posesiones de Ultramar de Pascual Madoz de la siguiente manera:

VALLESPIRANS: l. en la prov. de Gerona (11 leg.), part. jud. de Ribas (3), aud. terr., c. g. de Barcelona (14), dióc. de Vich (6), ayunt. de Llosas: sit. al pie de un monte con buena ventilacion y clima frio, pero sano; las enfermedades comunes, son catarros y pulmonias. Tiene 50 casas, una igl. parr. (San Estéban) de la que es aneja la de Sta. Maria de Tremolosa, servida por un cura de ingreso. El térm. confina N. Estinla; E. Ripoll; S. Sovellas, y O. Llosas. El terreno es bastante montuoso, pero despoblado de árboles, le fertilizan dos riach. que se dirigen al Ter, y le cruzan 2 caminos que conducen á Berga y á Ripoll, en mal estado. prod.: trigo, maiz y patatas; cría ganado lanar y vacuno, y caza de perdices y liebres. pobl.: 23 vec., 120 alm. cap. prod.: 1.068,800. rs. imp.: 26,720.
(Madoz, 1849, p. 604)

En 2023 la entidad de singular de población de Sant Esteve de Vallespirans tenía contabilizada una población de 53 habitantes, todos ellos en diseminado.

## Patrimonio
En el lugar hay una iglesia bajo la advocación de San Esteban.